# Robert Joanblanq
Pas d'image ? Cliquez ici

a Compétitions nationales et continentales officielles uniquement.

b Matchs officiels uniquement.
Robert Joanblanq (né le 21 février 1917 à Aldudes et mort le 23 décembre 2005 au Chesnay), est un athlète français, spécialiste du saut en longueur et du triple saut. Il pratique aussi le rugby à XIII à la sortie de la guerre au sein de Paris XIII et compte deux sélections en équipe de France.

## Biographie
Il remporte huit titres de champion de France : trois au saut en longueur en 1937, 1938 et 1943, et cinq au triple saut en 1941, 1942, 1943, 1945 et 1946.
Il établit trois records de France du triple saut : le premier le 4 mai 1941 à Tunis avec 14,18 m et les deux autres le 1er juin 1941 à Antibes avec 14,31 m.